# Pherbellia sordida
Pherbellia sordida är en kärrfluga som beskrevs 1902 av Friedrich Georg Hendel. Arten ingår i släktet Pherbellia och familjen kärrflugor.
Arten förekommer i södra Skandinavien och Europa, och dess livsmiljö är mesotrofiska tallmossar och kärr. Inga underarter finns listade i Catalogue of Life.